# Mos maiorum
Mos maiorum ("costums dels ancestres") és l'expressió usada a l'antiga Roma per referir-se a un conjunt de tradicions que formaven la moral i les normes socialment acceptades. Constituïa una de les fonts del dret romà malgrat es tractés de lleis no escrites. El respecte a aquests costums estava lligat a la virtut, tant pública com privada. La seva transmissió a través de l'educació era una de les funcions del pater familias.
Un valor fonamental era la pietas, entesa tant com la veneració als déus com la pietat filial o respecte a l'autoritat familiar. D'aquest valor derivaven la resta, ja que sense un respecte cap als orígens (els déus i els avantpassats) no se sustentava cap tradició. Respecte als conciutadans, la virtut més preuada era la honestedat, que es lligava a la lleialtat, perquè garantia la cohesió social. Un bon romà era confiable i optimista. La deessa Fides era l'encarnació d'aquest valor. En la vida personal calia tenir disciplina, base de l'exèrcit que protegia i feia prosperar la República. Aquesta es definia com l'obediència als superiors i l'autocontrol personal, la dignitas que se suposava a tot romà.